# Jerseyská fotbalová reprezentace
Jerseyská fotbalová reprezentace reprezentuje Jersey v přátelských utkáních a na Ostrovních hrách.
Jde o reprezentaci přidruženou k Anglické a není členem FIFA, ani UEFA. 
Na Ostrovních hrách získala 4 tituly a jde o nejúspěšnější reprezentaci soutěže. Reprezentace také získala 56× Muratti Vase.
V roce 2016 a 2018 byla zamítnuta žádost o vstup do UEFA. V roce 2023 řekl trenér Grónska, že se chce reprezentace připojit ke CONCACAF. Od roku 2018 funguje reprezentace Jersey Parishes jako člen ConIFA.